# Chiesa di San Tommaso Apostolo (Alcamo)
La chiesa di San Tommaso Apostolo è una chiesa che si trova ad Alcamo, nella provincia di Trapani, collocata ad angolo tra il Corso VI Aprile e Via San Tommaso.

## Storia
La chiesa di San Tommaso Apostolo fu probabilmente costruita dagli antenati della famiglia Marcanza nel 1450 circa; fra le chiese anteriori al XVI secolo ad Alcamo, è l'unica che sia pervenuta integra.
Nel 1599 venne fondata nella chiesa la compagnia dello Spirito Santo.Il tetto, essendo stato danneggiato dalle piogge, venne rifatto nel 1928 a spese del governo e del comune di Alcamo.
A partire dal 1984, è sede del Rotary Club di Alcamo.

## Descrizione e opere

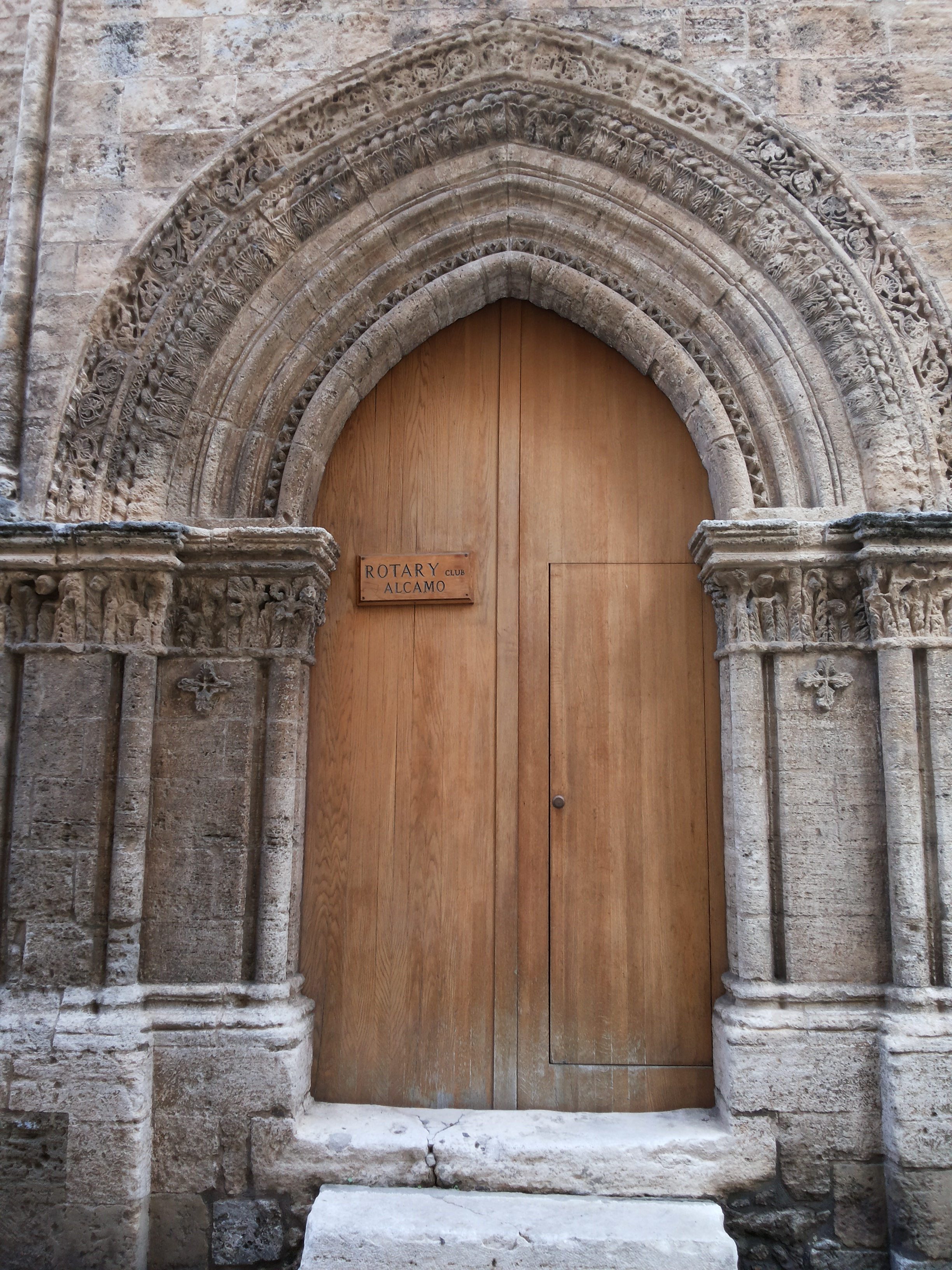
Il portale della chiesa

La chiesa è di piccole dimensioni (10,50×5,30 metri). L'interno è a navata unica diviso da un arco a sesto acuto poggiante su due colonne a muro; il soffitto della chiesa è coperto da due volte a crociera a sesto acuto con costole e chiavi rilevate e sagomate, interrotte da capitelli all'altezza della volta, che si prolungano fino a terra, dove trovano una base comune con quella delle colonne che portano l'arco. Uno dei capitelli è decorato a foglie di acanto, l'altro ad intreccio di vimini.
Notevole il portale esterno a sesto acuto riccamente intagliato (noto con il nome di portale di San Tommaso), che unisce il modulo svevo dell'arco a quello chiaramontano degli intagli; l'insieme è sovrastato da una monofora riccamente intagliata e arricchita da due colonnine incassate nel muro.
Il fonte battesimale in marmo bianco del '500 oggi si trova nel Museo della Basilica di Santa Maria Assunta.